# Free-Will
Free-Will (フリーウィル?), es una compañía discográfica independiente japonesa con ramas predominantes tanto en Japón como en Estados Unidos, así como, previamente en Europa. Fue fundada por Hiroshi Tomioka, más conocido como «Dynamite Tommy» en 1986, inicialmente para la banda Color. Tiene varios subsellos distribuidos por diferentes casas discográficas "major", y continúa co-produciéndo a muchos de sus artistas luego de que han firmado con sellos más grandes. Desde los años 1990's se especializó en manejar bandas de rock de estilo Visual kei convirtiéndolo en uno de los sellos independientes más importantes de Japón.
Durante la popularidad del Visual kei entre los años 1980 y 1990 surge la frase "Extasy del este y Free-Will del oeste" (東のエクスタシー、西のフリーウィル?), "Extasy" se refiere a la discográfica de Yoshiki, Extasy Records, y es una frase emblemática de como los dos sellos dominaron el mercado independiente del Visual kei a comienzos de la década de los 90's. Las dos compañías montaban festivales juntas frecuentemente y era común ver giras de bandas de ambos sellos.
La compañía produjo en 2001 una adaptación en animé de la serie de manga Grappler Baki. 
El 14 de septiembre de 2007, Tomioka fue arrestado junto con su compañero Kazunori Murasaki y Koichi Kaku un exempleado de la agencia publicitaria Asatsu-DK, acusados de defraudar a la agencia por 324 millones de yenes (aproximadamente 2.8 millones de dólares), que aparecían pedidos a la agencia para producir vídeos musicales que después eran delegados para subcontratar a las empresas. Kaku confesó subsecuentemente los cargos, mientras que Tomioka negó cualquier implicación.